# Washington Luna

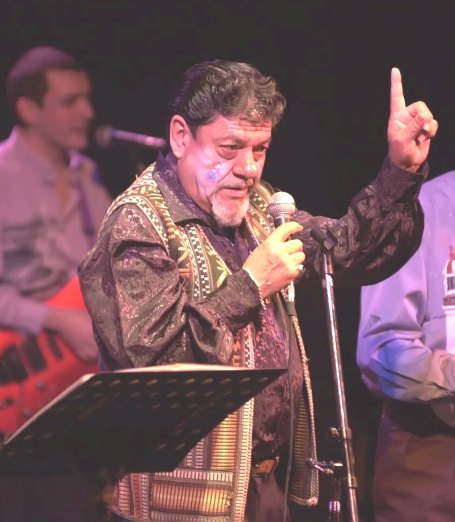
Washington Luna

Washington Luna, bijg. Canario Luna (Montevideo, 1938 - aldaar, 30 juli 2009) was een Uruguayaans murga- en tangozanger.
Luna stond al van zijn 12de op de planken en was lid van verschillende humoristische groepen, zoals de "Negros Melódicos" en "Jardineros de Harlem". Zijn grootste roem kende hij in de jaren 1980 met de murga "Falta y Resto".
Sinds 1966 was hij gekend met de bijnaam "Canario", naar het personage dat hij had vertolkt tijdens een carnavalswedstrijd. Luna beoefende tijdens zijn leven diverse beroepen, als schoenpoetser en verkoper van kranten en loterijbiljetten, en was nooit voltijds zanger.
De bekende muzikant Jaime Roos haalde hem in 1985 over om de nummers "Adiós juventud" en "Brindis por Pierrot" op plaat te zetten. Verder deed hij een aantal opnames met onder meer de groepen "Tabaré Cardozo" en "El Pitufo" Lombardo. Hij overleed in juli 2009 aan kanker.

## Discografie
- Todo a Momo (met Falta y Resto). Orfeo SULP 90833. 1986)
- Otra vez carnaval (Orfeo 91033-1). 1989)
- El canario en su salsa (met de groep Comobo Camaguey). 1992)
- Por la vuelta (met verschillende artiesten en murgas). 2000)
- El Tablado Callejero (met Tabaré Cardozo). 2007).